# Адонис
Адонис је вавилонско-сиријско божанство вегетације и плодности које су Грци прихватили у седмом веку п. н. е. Син је кипарског краља Кинире и његове кћери Мире или је према другима син краља Тејанта и његове кћери Смирне.

## Митологија
Иако је рођен у оба случаја из грешне љубави оца и кћери, у оба случаја је отац невин, а љубав ћерке према оцу се оправдава Афродитином срџбом. Наиме, Афродита је била љубоморна на Мирнину лепоту и утицала да се отац и ћерка споје. Кад је краљ Кинира схватио превару хтео је да убије своју ћерку и нерођено дете. Афродита се у међувремену покајала због свог недела и да би умирила девојчину патњу, претворила ју је у стабло мирте. Након десет месеци се стабло преполовило и из њега је изашло прелепо дете- Адонис. Афродита је дете сакрила и предала краљици смрти Персефони, тј. Хадовој суђеној, да га чува. Кад је Адонис одрастао са Персефоном у подземљу, Афродита је затражила да јој се врати, али је Персефона то одбила. Замолиле су Зевса да донесе одлуку и он је одлучио да свакој припадне по трећину године, док би сам младић једну трећину проводио где он жели. Код Персефоне Адонис је проводио зиму, док је пролеће и лето (2/3) са Афродитом.
Афродита се почела занимати за лов, што је Адонис веома волео. Чак му је и сама Афродита помагала у лову. Увек му је напомињала да не лови дивље звери, говорећи како је довољно бити одважан према плашљивима, док је према храбрима одважност опасна. Адонису је његова мужевност бранила да слуша такве савете. Када га је једном приликом Афродита оставила самог, Адонис је отишао у лов на вепрове, а Ареј је из љубоморе послао на њега крволочног дивљег вепра; рањена звер га је напала и усмртила огромним очњацима. Када је Афродита сазнала за смрт свог вољеног, обузела ју је огромна туга. Из Афродитиних суза су никле сасе, а из Адонисове крви су никле црвене руже. Изрекла је судбину, моћнију од богова, и плачући пала на колена пред највишим богом Зевсом. Молила га је да јој драгог врати, па макар на кратко. Зевс се сажалио над њом, па је наредио Хаду да у пролеће пусти Адониса из свог мрачног царства на земљу, тако да Адонис само пола године остане у подземном царству, а пола године проводи са Афродитом на земљи. Природа се тада радује, облачи у зелено и цвеће, јер се Адонис враћа, а обузима је туга када се у јесен враћа у царство сена.
Симболична смена годишњих доба кроз умирање и оживљавање вегетације је приказана кроз Адонисове боравке у пролеће и лето на земљи, а јесен и зиму у подземљу. Мит о Адонису, сличан је миту о Атису (Тамуз) и Кимбели (Иштар). Они показују да је Адонис симбол поновног умирања и рађања вегетације.

## Култ
Најважнија Адонисова светилишта су се налазила у Библосу и на Либану. Одавде се његов култ проширио на Кипар и Родос, а затим и у Грчку. На острву Лезбу његов култ је документован у 7. веку, у Колофону у 6. веку, а у Сикиону и Атини у петом веку пре нове ере. У Риму су га поштовали почевши од последњег века Републике. Адониса су приватно најчешће славиле сујеверне жене и хетере, које су гајиле посебно поштовање према богињи Афродити.
Адонисов празник (Адоније) је светкован у позно лето. Ових празника су жене оплакивале и излагале на кровове кућа дрвене лутке, које су представљале Адониса, а њихов плач је симболизовао тугу због одласка лета, тј. Адонисовог одласка у свет сене. Такође су сађени и тзв. Адонисови вртови- посуде у које су сађене биљке које брзо ничу, а брзо и вену (нпр. лоћика). Посуде су постављане око Адонисовог одра, а затим су са мртвим богом бацане у изворе.
У Александрији је Адонисов празник слављен крајем лета. Свечаности су биле дводневне, али је познат само ритуал извођен првог дана- Адонисова и Афродитина свадба- богато украшене статуете ових божанстава су стављане на постеље, а око њих су посипали колаче у облику разних животиња; цела атмосфера је била обогаћена мирисима из судова од алабастра. Над оваквом ложницом подизан је балдахин од зелене провидне тканине, украшене Еротима од злата.

## Приказивање
У ликовној уметности је ретко приказиван, јер је употреба дрвених фигура искључивала изградњу монументалних скулптура. Познате су само неке црвенофигуралне вазе са представом Адониса, на којима је Адонис најчешће приказиван крај Афродитиних ногу, а већи број истих датира из 5. века п. н. е. На апулијским вазама из 4. века п. н. е. и на једном огледалу из Пренесте представљена је свађа Афродите и Персефoне око Адониса. Касније је на помпеанским фрескама и египатским саркофазима приказивано како Афродита и Ерос оплакују Адониса.